# Parazodarion
Parazodarion is een geslacht van spinnen uit de familie mierenjagers (Zodariidae).

## Soorten
Het geslacht kent de volgende soorten:
- Parazodarion raddei (Simon, 1889)